# Duyên mộc lông
Duyên mộc lông (danh pháp khoa học: Carpinus pubescens) là một loài thực vật có hoa trong họ Betulaceae. Loài này được Burkill mô tả khoa học đầu tiên năm 1890.